# رقم حمضي

يمثل الرقم الحمضي (بالإنجليزية: Acid number)‏ في الكيمياء كتلة هيدروكسيد البوتاسيوم اللازمة لمعادلة غرام واحد من مادة كيميائية بالملليغرمات.
يمثل الرقم الحمضي مقياس لكمية مجموعات الحمض الكربوكسيلي في المركب الكيميائي، وغالبا ما يكون حمض دهني. وطبقا لطريقة معينة فإن كمية معينة من العينة مذابة في المذيب العضوي يتم معايرتها بمحلول من هيدروكسيد البوتاسيوم بتركيز معروف وباستخدام فينول فثالين كمظهر للون.